# Nechezol

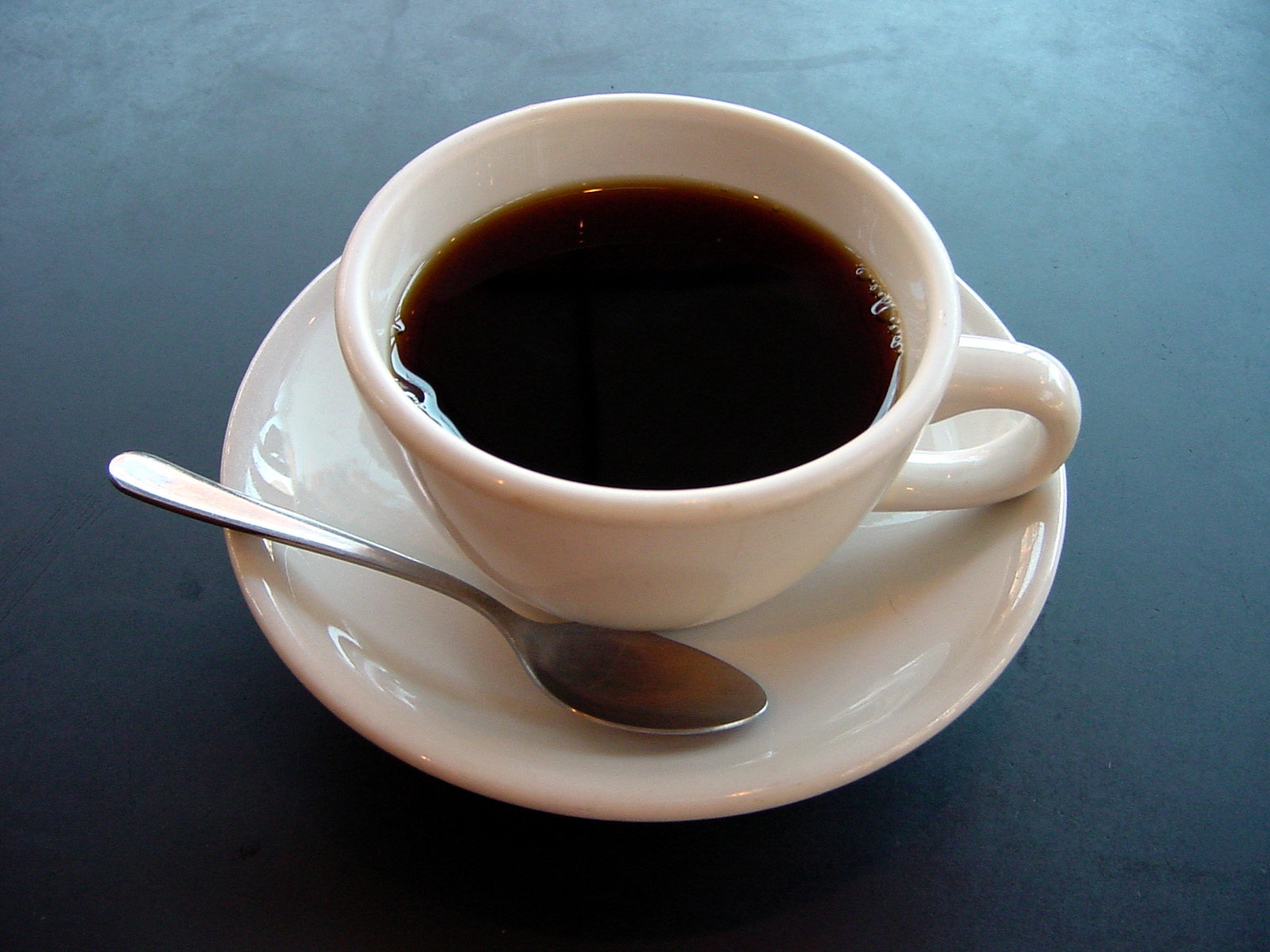
Ceșcuța cu cafea, atât de râvnită în epoca Nechezolului

Nechezol este numele ironic dat de români unui surogat de cafea numit oficial cafea cu înlocuitori, impus pe piață în ultimii ani ai regimului comunist în România. 
Cafeaua naturală dispăruse din comerțul socialist în anii '80, datorită limitării drastice a importurilor, în scopul lichidării, cu orice preț, a datoriei externe a României. Se mai putea găsi doar în shop-uri (magazinele cu vânzare în valută, unde aveau acces numai cetățenii străini pentru că cetățeanul român nu avea, în general, dreptul să dețină valută) și, desigur, pe piața neagră, unde cel mai apreciat produs la acea vreme era Wiener Caffe, comercializată în pachete aurii.
Denumirea de nechezol reflectă umorul popular întrucât cafeaua cu înlocuitori conținea doar 20% cafea și restul de 80% înlocuitori, cele mai cunoscute fiind năutul și ovăzul, folosit și ca furaj pentru cabaline. Nechezol, derivat din verbul a necheza, reflectă ironic starea celui obligat să consume ceea ce el percepe ca furaje pentru cai, iar sufixul -ol (folosit, de regulă, pentru a forma numele unor compuși chimici) dă o tentă pseudoștiințifică denumirii ironice, fiind o aluzie directă la Elena Ceaușescu, "savanta chimista de renume mondial", soția dictatorului Nicolae Ceaușescu.cu sursă de dinainte de august 2007